# Molgula hartmeyeri
Molgula hartmeyeri is een zakpijpensoort uit de familie van de Molgulidae. De wetenschappelijke naam van de soort is voor het eerst geldig gepubliceerd in 1914 door Oka.